# Liliána Szilágyi
Liliána Szilágyi (Budapest, 19 novembre 1996) è una nuotatrice ungherese.
Ha ottenuto dei buoni risultati a livello giovanile, comprese due medaglie d'oro ai Giochi olimpici giovanili del 2014.
Ha partecipato ai Giochi olimpici di Londra 2012 classificandosi 34ª nei 100 m farfalla e ai Giochi di Rio 2016 classificandosi 13ª nei 100m farfalla e decima nei 200m.

## Palmarès
| Anno | Manifestazione            | Sede     | Evento        | Risultato | Prestazione | Note |
| ---- | ------------------------- | -------- | ------------- | --------- | ----------- | ---- |
| 2011 | Europei giovanili         | Belgrado | 200m farfalla | Argento   | 2'10"95     |      |
| 2012 | Europei giovanili         | Anversa  | 200m farfalla | Oro       | 2'10"53     |      |
| 2012 | Europei giovanili         | Anversa  | 100m farfalla | Argento   | 59"91       |      |
| 2013 | Mondiali giovanili        | Dubai    | 100m farfalla | Oro       | 58"73       |      |
| 2013 | Mondiali giovanili        | Dubai    | 200m farfalla | Argento   | 2'09"46     |      |
| 2014 | Giochi olimpici giovanili | Nanchino | 100m farfalla | Oro       | 57"67       |      |
| 2014 | Giochi olimpici giovanili | Nanchino | 200m farfalla | Oro       | 2'06"59     |      |
| 2016 | Europei                   | Londra   | 200m farfalla | Argento   | 2'07"52     |      |